# FødevareErhverv
FødevareErhverv (tidligere Direktoratet for FødevareErhverv) var et direktorat under Ministeriet for Fødevarer, Landbrug og Fiskeri. Direktoratets opgave var at formidle tilskud til produktion og salg af fødevarer (primært EU-tilskud) samt at administrere landbrugsloven, jordfordelingsloven og statens køb af jord. Desuden gennemførte direktoratet ministeriets landdistriktspolitik, bl.a. gennem landdistriktsprogrammet.
Direktoratet blev dannet i 2000 ved en sammenlægning af Strukturdirektoratet og EU-direktoratet. Det havde ca. 500 ansatte og havde til huse i Nyropsgade i København. Direktør var Arent B. Josefsen.
I 2011 blev FødevareErhverv lagt sammen med Fiskeridirektoratet og størstedelen af Plantedirektoratet i en ny enhed, NaturErhvervstyrelsen.